# 邱集乡
邱集乡，是中华人民共和国河南省周口市鹿邑县下辖的一个乡镇级行政单位。

## 行政区划
邱集乡下辖以下地区：
邱集社区、夏庄社区、宋楼村、河李村、胡堂村、前尹王村、韩楼村、大康村、桥刘村、大王村、武平村、刘付元村、闫张村、大段村、梨元陈村、九龙口村、毛庄村、连岑村和大白村。